# Verily
Verily (früher Google Life Sciences) ist ein Forschungsunternehmen von Alphabet Inc., das im Bereich der Biowissenschaften tätig ist. Das Unternehmen war bis zum 10. August 2015, als Sergey Brin bekannt gab, dass das Unternehmen eine unabhängige Tochtergesellschaft von Alphabet Inc. werden würde, eine Abteilung von Google X. Dieser Restrukturierungsprozess wurde am 2. Oktober 2015 abgeschlossen. Am 7. Dezember 2015 wurde Google Life Sciences in Verily umbenannt.

## Wissenschaftler
Zu den Mitgliedern des Forschungsteams gehören seit Juli 2014 Andrew Conrad, Gründer des LabCorp National Genetics Institute; Vik Bajaj, Experte für Kernspintomographie; Marija Pavlovic, die die Wirkung von Strahlung auf die DNA untersucht; Alberto Vitari, ein Krebsbiologe; Brian Otis, der an der Glukose-sensitiven Kontaktlinse von Google Venture arbeitete; und Mark DePristo, der an dem Genome Analysis Toolkit (GATK) am Broad Institute gearbeitet hat. Dr. Thomas R. Insel gab am 15. September 2015 bekannt, dass er als Direktor des National Institute of Mental Health (NIMH) zurücktritt, um dieser Abteilung beizutreten.

## Zukäufe und Finanzierung
Am 9. September 2014 erwarb der Bereich Lift Labs, die Hersteller von Liftware.
Verily Life Sciences generierte im Januar 2019 1 Mrd. $ an Finanzierung. Andy Conrad blieb CEO.

## Projekte
- Entwicklung von umfassenden Lösungen, die Geräte, Software, Medizin und professionelle Pflege kombinieren, um ein einfaches und intelligentes Krankheitsmanagement für Menschen mit Diabetes zu ermöglichen in einer Partnerschaft mit Sanofi.[10]
- Ein Löffel für Menschen, die an einem Tremor leiden.[11]
- Die Baseline Study, ein Projekt zur Erfassung genetischer, molekularer und tragbarer Geräteinformationen von genügend Menschen, um ein Bild davon zu erhalten, was ein gesunder Mensch sein sollte.[12]
- Ein gesundheitsverfolgendes Armband.[13]
- Eine krankheitserkennende Nanopartikel-Plattform[14] die mit dem Armband zusammenarbeitet. Ein Projekt mit dem Namen Tricorder.[15]
- Fortschritte in der Chirurgie-Robotik, in Zusammenarbeit mit Johnson & Johnson.[16]
- Entwicklung und Vermarktung bioelektronischer Medikamente in Zusammenarbeit mit GlaxoSmithKline[17]
- Entwicklung von miniaturisierten kontinuierlich messenden Glukosesensoren (CGM) in Zusammenarbeit mit Dexcom[18]
- Kontaktlinsen, die es Menschen mit Diabetes ermöglichen, ihren Blutzuckerspiegel kontinuierlich und ohne Beeinträchtigung zu messen.[19] Am 16. November 2018 gab Verily bekannt, dass sie dieses Projekt eingestellt hat.[20]
- Intelligente Schuhe zur Gesundheitsverfolgung und Sturzerkennung[21]